# 구리여자고등학교
구리여자고등학교(九里女子高等學校)는 대한민국 경기도 구리시 토평동에 있는 공립 고등학교이다.

## 학교 연혁
- 1981년 11월 25일 : 구리여자고등학교 설립인가 21학급(보통과 각 학년 7학급)
- 1982년 3월 1일 : 초대 한환 교장 취임
- 1982년 3월 5일 : 구리여자고등학교 개교(1학년 7학급)
- 1985년 2월 14일 : 제1회 졸업식(370명)
- 1991년 3월 1일 : 카누부 창단
- 2002년 3월 1일 : 핸드볼부 창단
- 2005년 3월 1일 : 학급 증설 각 학년 13학급(총 39학급)
- 2012년 3월 2일 : 도지정 교과 특기자 육성 시범 운영(관현악, 2008~)
- 2016년 3월 1일 : 혁신학교 지정
- 2021년 9월 1일 : 제11대 이순용 교장 취임
- 2023년 12월 28일 : 제40회 졸업식(177명, 누계 17,420명)
- 2024년 3월 4일 : 신입생 183명 입학

## 참고 자료
- 구리여자고등학교 - 한국교육학술정보원 학교알리미